# Venezolana
Venezolana, é uma companhia aérea sediada em Maracaibo, na Venezuela. A empresa foi estabelecida em 2001 e atualmente opera principalmente voos regionais. No entanto, já conta com dois destinos internacionais e a próxima rota prevista é para Miami.

## Frota

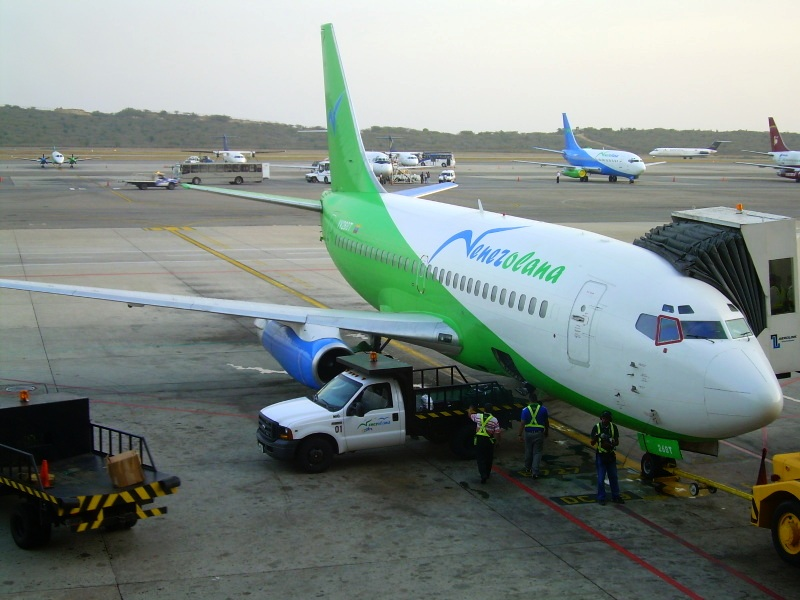
Boeing 737-200 da Venezolana.

A companhia possui as seguintes aeronaves (até março de 2007):
- 3 BAe Jetstream 41
- 6 Boeing 737-200 Adv